# Ілон Маск: Tesla, SpaceX і шлях у фантастичне майбутнє
Ілон Маск: Tesla, SpaceX і шлях у фантастичне майбутнє — біографія Ілона Маска, написана Ешлі Венсом та видана у 2015 році. Книга описує життя Маска від його дитинства й аж до часу, що він провів у Zip2 та PayPal, а потім у SpaceX, Tesla та SolarCity. Венс написав книгу на основі інтерв'ю з Маском, його близькими та людьми, які були поряд з ним у найважливіші миті життя.

## Сприйняття
Джон Ґертнер, журналіст The New York Times, написав, що попри безліч історій та описів, друга частина книги — у якій йдеться про відносно недавній успіх SpaceX та Tesla — переповнена розповідями, що заплутують у часі, та технічним жаргоном. The Conversation, своєю чергою, вказав, що Венс описує Маска так, наче йому суттєво бракує співчуття до інших людей. 
Ілон Маск не тільки ексцентричний бізнесмен. У галузі він також представляє себе провидцем, чиї дії мають врятувати людство від вимирання. Колонізація інших планет має допомогти цьому. Звідси виникла компанія SpaceX, або Space Exploration Technologies, головна мета якої — проєктувати та конструювати дешеві ракети-носії для космічних апаратів. Маск хоче знизити вартість космічних польотів у 100 разів, злітаючи з одного і того ж літака кілька разів.
Наразі вона запустила ракету Falcon 1, яка в 2009 році стала першою приватною ракетою в історії космонавтики, що вивела супутник на орбіту Землі. Друга ракета Falcon 9, запущена в 2010 році, призначена для запуску космічного корабля Dragon від SpaceX для забезпечення Міжнародної космічної станції.
Ілон Маск як генеральний директор SpaceX працює над забезпеченням постійної присутності на Марсі. У цьому мають допомогти роботи по будівництву космічного корабля Starship. У 2013 році Маск представив бачення створення колонії на Марсі з кількома десятками тисяч людей, перший з яких міг би вирушити туди до 2030 року. Концепція Starship передбачала, що одночасно можна буде перевозити близько 100 людей.
Що стосується активів Маска і SpaceX, то оцінити компанію складно, оскільки вона не котирується на американській фондовій біржі. Наприкінці 2021 року Маск визнав, що поточна сукупна оцінка Tesla і SpaceX перевищує загальну суму в 1,2 трильйона доларів.

### Українське видання
- Венс Е. Ілон Маск: Tesla, SpaceX і шлях у фантастичне майбутнє / Ешлі Венс ; пер. з англ. Мирослави Лузіної. — ТАО, 2015. — 428 с. — ISBN 978-966-97534-0-3.